# Tom Mueller
Tom Mueller es un ingeniero mecánico y diseñador de motores cohete estadounidense. Es cofundador de SpaceX, una empresa de servicios de transporte espacial situada en Hawthorne, California. Se le conoce por su trabajo en el desarrollo del TR-106 en la empresa TRW, el sistema de propulsión del Dragon y los motores cohete de la serie Merlin. Está considerado uno de los expertos en propulsión de mayor prestigio del mundo y figuran bajo su nombre varias patentes estadounidenses en tecnología de propulsión.

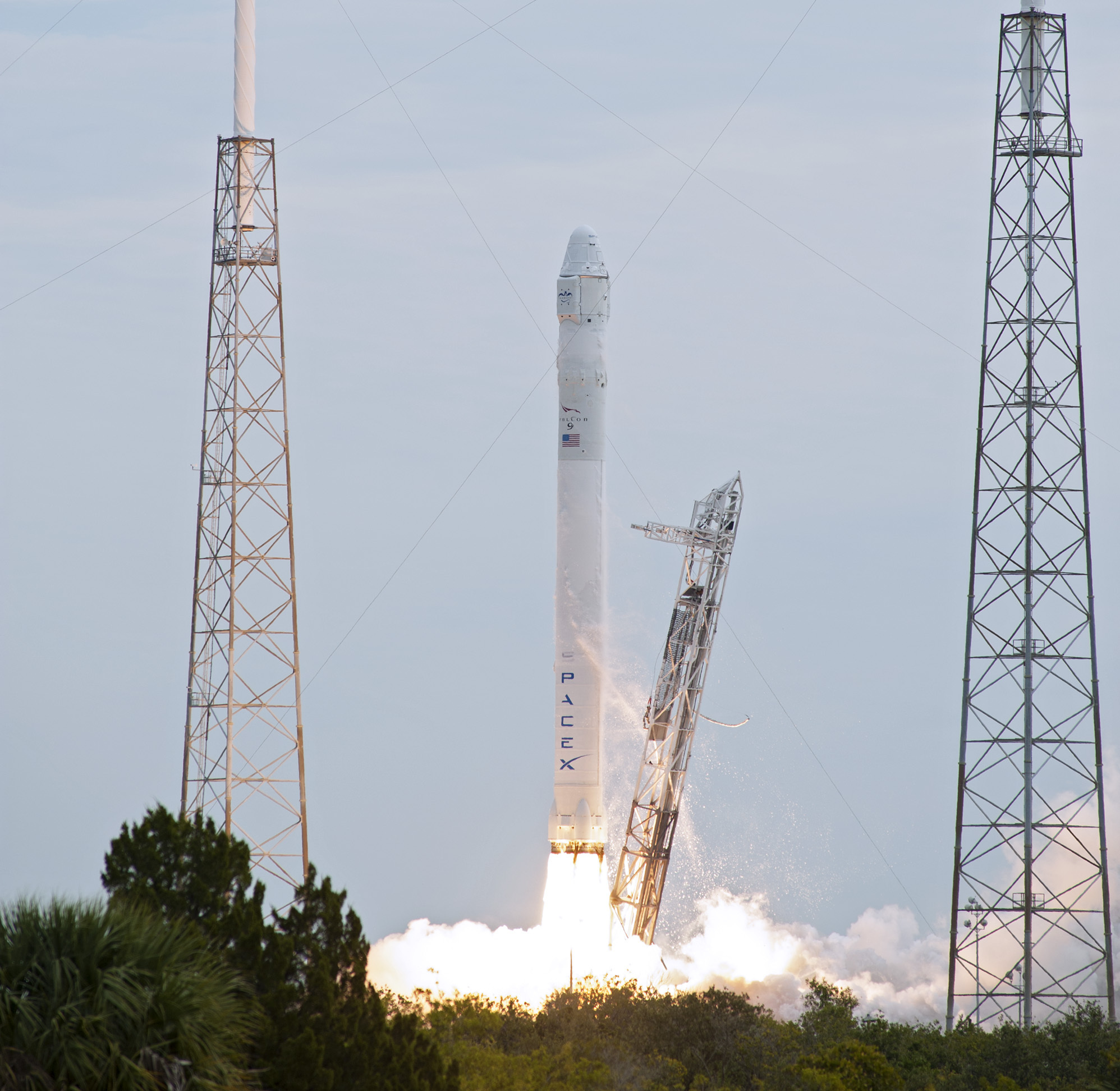
La nave espacial Dragon fue lanzada en un cohete Falcon 9 v1.0 con motores Merlin diseñados por Tom Mueller.